# Skylanders: Imaginators
Skylanders: Imaginators  é um jogo de plataforma 3D Toys-to-life de 2016 desenvolvido pela Toys for Bob e publicado pela Activision. É a sexta parcela da série Skylanders, sucessora de Skylanders: SuperChargers, e foi lançado para Nintendo Switch, PlayStation 3, PlayStation 4, Wii U, Xbox 360 e Xbox One. Ele permite que os jogadores criem seus próprios personagens, conhecidos como Imaginators. O jogo recebeu críticas geralmente positivas, mas suas vendas ficaram abaixo das expectativas da Activision. É o sexto e mais recente jogo Skylanders lançado em consoles, já que a franquia entrou em hiato após seu lançamento.

## Enredo
No passado, os Antigos usavam a Magia da Mente para criar qualquer coisa que pudessem imaginar. No entanto, um dos Antigos, conhecido como Cérebro, tentou usar a Magia da Mente para fazer lavagem cerebral em todas as Skylands, então os Antigos o selaram junto com o poder da Magia da Mente para evitar que o mal a usasse.
Após os eventos do último jogo, houve uma era de paz. No entanto, um ser misterioso rouba um livro da Academia Skylanders e é revelado que trabalha para Kaos, que busca usar o poder da Magia da Mente para criar um exército de Doomlanders e conquistar Skylands. Para este fim, ele se une a Brain, o último Ancião restante, e eles decidem fazer uma lavagem cerebral nas Skylands, deixando apenas Spyro imune porque ele é um dragão. Eles são capazes de libertar Skylands e lutar contra Kaos em uma batalha final, durante a qual ele se transforma em uma forma mais poderosa e convoca vários Doomlanders para ajudá-lo. No entanto, Brain o trai e luta ao lado do jogador. Quando Kaos é derrotado, Brain tenta fugir, mas em vez disso trabalha ao lado dos Skylanders sob a ameaça de ser selado novamente e encolhe Kaos e Glumshanks.

## Jogabilidade
Semelhante aos seus antecessores, a jogabilidade principal do Imaginators gira em torno da resolução de quebra-cabeças, plataformas e luta contra inimigos. Sendo um jogo de Toys-to-life, os jogadores podem colocar uma estatueta em um Portal de Poder, o que lhes permite controlar o personagem representado no jogo. Ele também apresenta Creation Clash, um remake de Skystones, que foi introduzido em Giants. O jogo suporta multijogador local.
O jogo apresenta "Imaginators", que são personagens criados pelo jogador que podem ser compartilhados com outros jogadores. No início do jogo, os jogadores podem selecionar uma classe de batalha (Cavaleiro, Esmagador, Sentinela, Espadachim, Lutador, Feiticeiro, Tiro Rápido, Ninja, Bazooker e Bowslinger) e classe elemental, que determina seu estilo de luta. Embora a classe de batalha não possa ser redefinida dentro do próprio jogo, existem métodos não oficiais para fazê-lo usando jogos mais antigos no Wii e Nintendo 3DS. Depois, os jogadores podem personalizar os nomes, vozes, habilidades de luta, aparências, cores e tamanhos de seus Imaginadores. O jogo também apresenta a opção de gerar automaticamente um Imaginator aleatoriamente ou usar Skylanders existentes em seus antecessores. Os imaginadores criados podem ser compartilhados com outros jogadores. Partes do corpo, que são classificadas em quatro tipos, Comum, Raro, Épico e Ultimate, podem ser encontradas durante a exploração e usadas para personalizar os Imaginadores, que podem ser modificados a qualquer momento. Os Imaginadores são armazenados em Cristais de Criação, através dos quais os jogadores podem usar seus Imaginatiors em outros consoles de videogame. Além dos Imaginators, o jogo também adiciona 31 Skylanders típicos. Isso inclui "Senseis", poderosos Skylanders que são refinados em suas respectivas classes. 11 deles são vilões que apareceram em jogos Skylanders anteriores. Eles também têm a capacidade de realizar um ataque especial chamado "Sky Chi". Esses Senseis lideram os Imaginadores e se envolvem em ajudá-los a desbloquear suas habilidades, técnicas, armas e limite de nível.
Crash Bandicoot e Doctor Neo Cortex aparecem como personagens convidados com seu próprio nível, Thumpin' Wumpa Islands, que tem características presentes nos jogos anteriores do Crash Bandicoot.

## Desenvolvimento
O desenvolvimento do jogo começou após a conclusão de Skylanders: Trap Team, com um ciclo de desenvolvimento de aproximadamente dois anos. Com SuperChargers não sendo um sucesso comercial, e a decisão da Disney de encerrar sua própria desenvolvedora de Toys-to-life Avalanche Software e sua franquia, Disney Infinity, a Activision, que arrecadou US $ 3 bilhões com a franquia, permaneceu esperançosa e acreditava que o gênero ainda tem potencial para o desenvolvimento contínuo de jogos. Como o público-alvo do jogo são as crianças, muitos membros da equipe de desenvolvimento sugeriram ideias para seus próprios filhos para ver se eles ressoam com eles e lançaram essas ideias para outros membros para ver se seus filhos estão igualmente interessados, a fim de garantir que essas ideias de jogabilidade os atraiam.
De acordo com Jeff Poffenbarger, produtor executivo sênior da Imaginators, a inovação é um dos aspectos mais importantes ao projetar o jogo. Eles esperavam que, com novas mecânicas e sistemas, pudessem continuar atraindo novos clientes para jogar, além de reter os jogadores principais.  Além disso, de acordo com o CEO Eric Hirshberg, uma das vantagens é que Skylanders, ao contrário de seus concorrentes, apresenta personagens em grande parte originais e não se limitaria a nenhuma limitação. A mecânica Imaginators foi a introdução mais significativa e foi projetada para ser semelhante a outros jogos de RPG complexos. No entanto, um dos princípios-chave é manter sua acessibilidade. Eles esperavam que os jogadores pudessem usar sua criatividade para criar Skylanders únicos e que a equipe "mal pudesse esperar para ver o que as pessoas criariam". Esta mecânica foi inspirada em uma carta de fã após o lançamento de Skylanders: Spyro's Adventure. Imaginators selecionados criados por jogadores foram impressos em impressoras 3D pela equipe de Skylanders. Como essa mecânica de criação introduziu muitos novos personagens, a equipe decidiu criar uma história que colocasse uma grande ênfase nos personagens existentes, para que esses personagens permanecessem relevantes para a franquia.
Em fevereiro de 2016, a Activision confirmou que haveria um novo título Skylanders a ser lançado em 2016. O jogo foi revelado oficialmente em 1º de junho de 2016. Imaginators foi lançado para PlayStation 3, PlayStation 4, Wii U, Xbox 360 e Xbox One em outubro de 2016. A equipe optou por não portar o jogo para plataformas móveis, pois percebeu que não há uma grande demanda ou mercado para jogos de Toys-to-life nessas plataformas.  Os desenvolvedores também decidiram não fazer uma versão para Wii ou 3DS, ao contrário dos títulos anteriores, possivelmente devido às limitações técnicas deste jogo em particular. Uma Dark Edition, que custa mais do que a edição padrão, foi lançada junto com o jogo. Ele adiciona vários designs cosméticos aos Senseis e adicionou mais três Cristais de Criação. Um Starter's Pack digital não retornaria, pois a equipe achava que os brinquedos físicos deveriam ser uma parte fundamental do jogo.
Em junho de 2016, a Sony Interactive Entertainment revelou que Crash Bandicoot seria um novo personagem convidado no jogo. Seu nível e personagem incluem designs criados pelo veterano desenvolvedor de Skylanders, Vicarious Visions. Para criar uma versão precisa do Crash, a equipe estudou documentos antigos dos jogos antigos, incluindo os conceitos originais. Como Crash tem sua própria figura física, a equipe passou por várias iterações de design para garantir que eles capturassem com sucesso sua personalidade e que sua pose final e aparência fossem coesas com sua versão antiga. A equipe começou a animar Crash depois de terminar o modelo, com o objetivo de garantir que a "ousadia, a marca registrada e a arrogância" de Crash fossem preservadas. Para capturar o legado de Crash, a equipe criou especificamente um novo sistema de vida, mecânica de ataque giratório para ele e várias caixas para o nível com base em sua configuração.  Imaginators marcou a primeira grande aparição de Crash em vários anos; embora ele tenha tido uma participação especial em Uncharted 4: A Thief's End, o último jogo em que ele foi o personagem principal foi Crash Bandicoot Nitro Kart 2 de 2010.  Em agosto de 2016, na Gamescom, foi anunciado que o jogo também contaria com o antagonista da série Crash Bandicoot, Doutor Neo Cortex, como personagem jogável, juntamente com um nível adicional com jogabilidade e elementos de design derivados da série Crash.
Após a apresentação do Nintendo Switch em 13 de janeiro de 2017, a Activision anunciou que Skylanders: Imaginators seria lançado no console como um título de lançamento. Devido à versão do Nintendo Switch não suportar Portais de Poder anteriores, a versão não suportaria Armadilhas e Veículos introduzidos em Skylanders: Trap Team e Skylanders: SuperChargers, respectivamente (embora os Veículos ainda possam ser escaneados para desbloquear um Baú de Imaginita grátis cada).

## Recepção
Skylanders: Imaginators recebeu avaliações "geralmente favoráveis" para a maioria das plataformas, de acordo com o agregador de criticas, Metacritic; a versão do Nintendo Switch recebeu críticas "mistas ou médias". Apesar da recepção geralmente positiva, o jogo vendeu apenas 66.000 cópias durante o mês de lançamento.

## Ligações Externas
- Sítio oficial
- Skylanders: Imaginators no MobyGames
- Skylanders: Imaginators. no IMDb.